# Ковальов Герман Васильович
Герман Васильович Ковальов (рос. Герман Васильевич Ковалёв; 24 липня 1894, Громославка — 10 серпня 1952, Київ) — заступник Народного комісара шляхів сполучення, віце-генерал-директор шляхів сполучення 2-го рангу, Герой Соціалістичної Праці. Депутат Верховної Ради УРСР 2-го скликання. Депутат Верховної Ради СРСР 3-го скликання. Кандидат у члени ЦК КП(б)У в січні 1949 — серпні 1952 р.

## Біографія
Народився 24 липня 1894 року в слободі Громославка Донської області (нині Октябрського району Волгоградської області Росії), в родині робітника. Росіянин. Закінчив тільки два класи церковнопарафіяльної школи. З 12 років наймитував у куркулів з хутора Тернового (нині Ростовська область), учнем у кондитерській на станції Облівська. У 1909 році влаштувався учнем у бондарну майстерню в місті Царицині (Волгоград), через два роки працював вже бондарем.
Учасник Першої світової війни з 1915 року. Воював на Західному фронті, повний Георгіївський кавалер. У 1916 році був поранений. Після госпіталю два місяці служив у кулеметному полку в Оранієнбаумі. У листопаді 1917 року залишив фронт і повернувся додому.
У травні 1918 року вступив до лав Червоної Армії. У боях при обороні Царицина був поранений. Після лікування в службі військових сполучень 10-ї армії К. Є. Ворошилова. Був помічником військового коменданта на станціях Царицин, Качалін, Арчеда, Саратов. У 1919 році за особистим проханням був направлений в стрілецьку частину, командиром кулеметної роти, потім командиром роти при штабі Північно-Кавказького військового округу. У 1919 році вступив у РКП(б).
У 1920 році був повернений до служби військових повідомленнь, призначений до залізничної ділянки Новоросійськ—Туапсе. Після вигнання військ Врангеля з Криму в зоні відповідальності Ковальова велика морська ділянка від Севастополя до Новоросійська і Батумі. У 1922 році переведений на ділянку Самара—Казань, а звідти до Астрахані військовим комендантом залізничної ділянки. У березні 1926 року — начальник відділення експлуатації Волзького басейну з центром у Нижньому Новгороді. Потім — військовий комендант залізничної ділянки Дно Октябрської залізниці, Ленінград-Варшавський. З 1932 року навчався у Військово-транспортній академії.
У 1935 році закінчив Військово-транспортну академію імені Лазаря Мойсейовича Кагановича і був направлений на роботу в Народний комісаріат шляхів сполучення СРСР. Працював в оперативно-розпорядчому відділі Головного управління експлуатації старшим ревізором, диспетчером, заступником начальника, начальником оперативного відділу.
У травні 1937 року очолив Московсько-Київську залізницю. До першого кварталу 1939 року магістраль увійшла до групи доріг, які працювали ударно по навантаженню і вивантаженню. Восени 1939 року — начальник Віленської залізниці.
У 1939 році призначений заступником народного комісара шляхів сполучення СРСР і начальником оперативно-експлуатаційного управління (з 1942 року — Центральне управління руху) Народного комісаріату шляхів СРСР. Йому довелося організовувати перевезення під час війни з Фінляндією і з перших днів радянсько-німнцької війни.
24 червня 1941 року на всіх магістралях СРСР був введений військовий графік руху. Особлива відповідальність лягла на всіх працівників управління на чолі з Г. А. Ковальовим: організація всіх без винятку перевезень в глибокому тилу і для фронту. Особлива увага приділялася збільшенню провізної здатності доріг, організовано рух спарених поїздів, кур'єрський рух ешелонів з військовими частинами до фронту.
У лютому 1942 року при ДКО був створений Транспортний комітет до складу якого було включено Г. В. Ковальова. У березні того ж року він призначається начальником Центрального управління руху НКШС. Велика заслуга Ковальова в організації восени 1942 року перекидання військ в район Сталінграда: 3 269 ешелонів з військами і 1 052 — з боєприпасами, пальним і продовольством. На фронтових ділянках Рязано-Уральської і Південно-Східної залізниць під вивантаження подавалося на добу понад 30 поїздів, що в 10 разів перевищувало норми мирного часу. Перевезення проводилися в темний час доби і ворожа розвідка не змогла зафіксувати зосередження в межиріччі Волги й Дону великого угруповання військ.
Після розгрому гітлерівців під Сталінградом Г. В. Ковальов доклав всіх зусиль для прискореного перекидання військ Донського фронту під Курськ, своєчасного постачання військ Брянського, Центрального, Воронезького і Степового фронту, які брали участь у битві на Курській дузі.

Могила Германа Ковальова

Указом Президії Верховної Ради СРСР від 5 листопада 1943 року «за особливі заслуги в забезпеченні перевезень для фронту і народного господарства та видатні досягнення у відбудові залізничного господарства у важких умовах воєнного часу» Ковальову Герману Васильовичу присвоєно звання Героя Соціалістичної Праці з врученням ордена Леніна і золотої медалі «Серп і Молот».
За всю війну по залізниці регулярна армія отримала 19 мільйонів вагонів військових вантажів, а народне господарство — майже 67 мільйонів тонн необхідних вантажів.
У січні 1945 року за станом здоров'я Ковальов був переведений на легшу роботу — начальником Литовської залізниці.
У жовтні 1945 року Г. В. Ковальов призначений начальником щойно організованого Донецького округу залізниць, з 1947 року керував Південно-Західним округом залізниць, а після скасування округів, з 1951 року — Південно-Західною залізницею.
Жив у місті Києві. Помер 10 серпня 1952 року після важкої і тривалої хвороби, позначилися навантаження воєнних років. Похований у Києві на Байковому кладовищі.

## Нагороди
Нагороджений трьома орденами Леніна, орденом Червоного Прапора (лютий 1942), Вітчизняної війни 1-го ступеня (1945), Червоної Зірки (24 листопада 1942), Трудового Червоного Прапора (1948), медалями; чотирма знаками «Почесний залізничник», знаком «Відмінний руховець».